# 기타오노미촌
기타오노미촌(北大呑村)은 이시카와현 가시마군에 있던 촌이다. 현재의 나나오시에 해당한다.

## 지리
- 현재의 나나오시 동부에 해당한다.
- 해안가는 어촌으로 어업이 주요 산업으로 방어, 참치, 대구 등의 어획량이 많았다. 산간지역은 임업이 발달하여 숯, 대나무 등이 생산되었다.

## 역사
- 1889년 4월 1일 - 정촌제 시행에 의해 11개 촌의 구역을 가지고 성립하였다.
- 1954년 3월 31일 - 미나미오노촌,  사키야마촌, 다카시나촌, 기타오노미촌과 함께 나나오시에 편입되었다.

## 인구
| 년     | 세대수 | 인구  |
| ------ | ------ | ----- |
| 1889년 | 385    | 2,565 |
| 1920년 | 458    | 2,894 |
| 1953년 | 522    | 3,235 |

## 참고문헌
- 大日本篤農家名鑑編纂所編『大日本篤農家名鑑』大日本篤農家名鑑編纂所、1910年